# Waddliaceae
Waddliaceae es una familia de bacterias del orden Chlamydiales. Las especies de esta familia tienen un ciclo de replicación de tipo chlamydia y sus genes ARNr son en un 80–90% idénticos a los genes ribosomiales de Chlamydiaceae. Waddliaceae comprende actualmente un género: Waddlia.

## Descripción
La especie tipo es Waddlia chondrophila cepa WSU 86-1044T, que fue aislada de los tejidos de un feto bovino abortado. Aislada en 1986, esta especie fue inicialmente caracterizada como Rickettsia, pero el secuenciamiento de los genes ARNr corrigieron esta caracterización. Otra cepa, W. chondrophila 2032/99, fue encontrada junto a Neospora caninum en los tejidos de un becerro recién nacido muerto.
Se ha propuesto una nueva especie, Waddlia malaysiensis G817, encontrada en la orina de los murciélagos fruguívoros malasios Eonycteris spelaea.
- Datos: Q15104397
- Especies: Waddliaceae